# Los Premios MTV Latinoamérica
Los Premios MTV (nombre oficial, también conocidos como Los Premios MTV Latinoamérica, y cuyo nombre anterior fue MTV Video Music Awards Latinoamérica o VMALA) era una entrega de premios realizada anualmente, siendo la versión hispanoamericana de los premios estadounidenses MTV Video Music Awards. La ceremonia se realizaba como parte de un programa especial producido por MTV Networks Latinoamérica y transmitido por MTV Latinoamérica, así como por otras televisoras de MTV alrededor del mundo. Durante dicho evento se premiaba a lo mejor de la música pop/rock en español y de la música internacional, según los votos de los televidentes.
El tipo de música que se desarrollaba para la premiación era el mismo involucrado en MTV Latinoamérica. Se destacaba lo mejor de la música pop y rock en español, aunque también existían categorías especiales donde se englobaba el mercado en inglés. Así mismo, las presentaciones musicales que se llevaban a cabo incluían ambos idiomas.
El trofeo otorgado a los ganadores tenía la forma de una lengua rosada y curvada ligeramente, en cuya parte superior central se encontraba el anterior logotipo de MTV en forma de pirsin. La base de la lengua era circular metalizada. De acuerdo a MTV, la peculiar estatuilla tenía su razón de ser en que "la lengua", en este caso refiriéndose al idioma español, es lo que une a Hispanoamérica.
Si bien algunos medios utilizan la frase "Los Premios MTV" para referirse a otras premiaciones de MTV alrededor del mundo, la ceremonia reconocida por MTV con dicho nombre, a partir de 2006, es la de Latinoamérica. Dicho nombre aparecía como tal en la publicidad oficial de la televisora para promocionar el evento.
Su última edición se realizó en el año 2009, consistiendo en un compilado de eventos musicales en cuatro sedes diferentes, cuyos países fueron: México, Colombia, Argentina y Estados Unidos. Desde 2010 no se ha vuelto a realizar esta ceremonia de premios.

## Antecedentes
En un principio, en 1989 se premió por primera vez dentro de los MTV Video Music Awards al mejor video latino, resultando ganador Chayanne con el video "Este ritmo se baila así"; pero debido a los planes de crear MTV Latinoamérica, se dejaron de contemplar hasta 1993.
- 1989: Chayanne - "Este ritmo se baila así".
- 1990: Gloria Estefan - "Oye mi canto".
- 1991: Franco De Vita - "No basta".
- 1992: El General - "Muévelo".
- 1993: Luis Miguel - "América, América".

Antes de estos premios de ámbito hispano la única manera en que la cadena (MTV Latinoamérica) conmemoraba a sus principales artistas regionales era a través del llamado Video De Las Masas que luego cambio a Video De La Gente, escogido por los televidentes, y premiado en un segmento especial dentro de los MTV Video Music Awards en Estados Unidos. El primero, en 1994, fue para el vídeo "Matador" de Los Fabulosos Cadillacs, continuando esta modalidad hasta 2002 inclusive. Dentro de los ganadores hubo vídeos de artistas como Soda Stereo, Café Tacuba, Molotov, Shakira y Ricky Martin.
- 1994: Los Fabulosos Cadillacs - "Matador".
- 1995: Café Tacuba - "La ingrata".
- 1996: Soda Stereo - "Ella usó mi cabeza como un revólver".
- 1997: Café Tacuba - "Chilanga banda".
- 1998: Molotov - "Gimme tha power" (norte y sur).
- 1999: Ricky Martin - "Livin' la vida loca" (norte y sur).
- 2000: Shakira - "Ojos así" (norte). // Los Fabulosos Cadillacs - "La vida" (sur).
- 2001: Alejandro Sanz - "El alma al aire" (norte). // Dracma - "Hijo de puta" (suroeste). // Catupecu Machu - "Y lo que quiero es que pises sin el suelo" (sureste).
- 2002: Shakira - "Suerte" (norte). // Juanes - "A Dios Le Pido" (suroeste). // Diego Torres - "Color esperanza" (sureste).

En 1996 hubo una primera edición de los MTV Award Latino, resultando elegido como Mejor Video del Año "Abarajame" de Illya Kuryaki & The Valderramas. La estatuilla de premio tuvo la forma de una corona. Sin embargo no hubo nuevas ediciones hasta que los MTV VMALAs, como tales, fueron creados en el 2002 y se realizaron por primera vez en el Teatro Jackie Gleason de la ciudad de Miami Beach (Estados Unidos) el jueves 24 de octubre de ese año. Dicha edición fue considerada un éxito y marcó el dominio de artistas hispanoamericanos como Shakira y Juanes. También se entregó por primera vez el premio MTV Legend (Leyenda MTV) a la banda de rock argentina Soda Stereo, por su influyente trayectoria musical.
Entre los artistas que se han presentado en el evento están Evanescence, Paramore, Tokio Hotel, Black Eyed Peas, Beastie Boys, Shakira, Kudai, Hilary Duff, Avril Lavigne, The Rasmus, Miranda!, Tiziano Ferro, Babasónicos, System of a Down, Gustavo Cerati, KoRn, The Mars Volta, Sum 41, Lenny Kravitz, Juanes, Diego Torres y Vicentico. La edición del 2005 hubiera incluido participaciones de Shakira, Gwen Stefani, My Chemical Romance, Belinda, Molotov, Simple Plan, Good Charlotte y Panda, pero fue cancelada debido a los embates del huracán Wilma sobre el Caribe mexicano.
Además, otros artistas y personalidades como Britney Spears, Madonna, Soda Stereo, Bono, Diego Armando Maradona y Gerard Way han hecho apariciones en el vídeo de presentación de los premios.

## Ciudades anfitrionas de los Premios MTV
| Año  | País                                                 | Ciudad                                               | Lugar                                                                  | Presentador(es)                                      | Notas |
| ---- | ---------------------------------------------------- | ---------------------------------------------------- | ---------------------------------------------------------------------- | ---------------------------------------------------- | --- |
| 2002 | Estados Unidos                                       | Miami Beach                                          | Jackie Gleason Theater                                                 | Diego Luna Mario Pergolini                           | Primera edición de los premios                                                                                         |
| 2003 | Estados Unidos                                       | Miami Beach                                          | Jackie Gleason Theater                                                 | Diego Luna                                           | Especial por el décimo aniversario de MTV en Hispanoamérica                                                            |
| 2004 | Estados Unidos                                       | Miami Beach                                          | Jackie Gleason Theater                                                 | Paulina Rubio                                        | Primera edición conducida por una mujer                                                                                |
| 2005 | México                                               | Playa del Carmen                                     | Teatro Gran Tlachco Xcaret Park                                        | Molotov                                              | Show cancelado por el Huracán Wilma                                                                                    |
| 2006 | México                                               | Ciudad de México                                     | Palacio de los Deportes                                                | Molotov Ana de la Reguera                            | Primera edición realizada en Hispanoamérica, tras el traspié de 2005                                                   |
| 2007 | México                                               | Ciudad de México                                     | Palacio de los Deportes                                                | Diego Luna                                           | Diego Luna vuelve a la conducción de los premios                                                                       |
| 2008 | México                                               | Guadalajara                                          | Auditorio Telmex                                                       | Ninguno en específico                                | Especial por los 15 años de MTV en Hispanoamérica                                                                      |
| 2009 | Estados Unidos Colombia México Argentina             | Los Ángeles Bogotá Ciudad de México Buenos Aires     | Gibson Amphitheatre Corferias Hipódromo de las Américas Espacio Darwin | René Pérez Nelly Furtado                             | Primera vez que Los Premios se celebran en países diferentes simultáneamente Última edición de los Premios MTV latinos |
| 2010 | Reemplazado con conciertos de MTV World Stage México | Reemplazado con conciertos de MTV World Stage México | Reemplazado con conciertos de MTV World Stage México                   | Reemplazado con conciertos de MTV World Stage México | Reemplazado con conciertos de MTV World Stage México                                                                   |
| 2011 | Reemplazado con conciertos de MTV World Stage México | Reemplazado con conciertos de MTV World Stage México | Reemplazado con conciertos de MTV World Stage México                   | Reemplazado con conciertos de MTV World Stage México | Reemplazado con conciertos de MTV World Stage México                                                                   |
| 2012 | Reemplazado con conciertos de MTV World Stage México | Reemplazado con conciertos de MTV World Stage México | Reemplazado con conciertos de MTV World Stage México                   | Reemplazado con conciertos de MTV World Stage México | Reemplazado con conciertos de MTV World Stage México                                                                   |
| 2013 | Reemplazado por los premios MTV Millennial Awards    | Reemplazado por los premios MTV Millennial Awards    | Reemplazado por los premios MTV Millennial Awards                      | Reemplazado por los premios MTV Millennial Awards    | Reemplazado por los premios MTV Millennial Awards                                                                      |

## Ceremonias por año

### 2002
La primera edición de esta entrega de premios se llevó a cabo el jueves 23 de octubre de 2002, en el Teatro Jackie Gleason de Miami Beach, y estuvo bajo la conducción del argentino Mario Pergolini y del mexicano Diego Luna.
La jornada abrió con un vídeo de los Rolling Stones presentando a Carlos Santana quien, junto a Michelle Branch, interpretó el tema The Game Of Love.
Otra actuación sobresaliente es la de los mexicanos Molotov tocando su tema Here comes to mayo, después se les uniría el colombiano Juanes para interpretar el hit Mala gente.
La canadiense Avril Lavigne, revelación del año 2002, interpretó el super hit Complicated.
Ciertamente, uno de los momentos más emotivos de la ceremonia fue cuando Pergolini hizo entrega del premio "Leyenda MTV" al trío argentino que cambió el panorama del rock en Latinoamérica: Soda Stereo, reuniendo así a Gustavo Cerati, Zeta Bosio y Charly Alberti por primera vez desde 1997, año en que el trío ofreció su último concierto en Buenos Aires.
Otro momento destacado es el de los mexicanos Café Tacuba junto a los músicos chilenos Álvaro Henríquez y Javiera Parra, además de la mexicana Ely Guerra y la argentina Érica García. Estos ocho músicos interpretaron el clásico tema del grupo chileno Los Tres Olor a gas, en la reversión que hicieron para el EP Vale callampa, publicado muy poco antes. 
Otro presente en esta edición fue el argentino Diego Torres, que interpretó su afamado tema Color esperanza
La banda estadounidense System of a Down -cuyo cantante es de origen armenio- interpretó su exitoso Chop Suey!.
El cierre estuvo a cargo de los mexicanos -y multinominados- Kinky con su canción Más. Luego aparece para acompañarlos su compatriota -y también multinominada- Paulina Rubio. Saliendo ella con un atuendo de "Mujer maravilla", hacen juntos un cover del clásico I was made for lovin you del grupo Kiss.
Shakira es la primera artista en recibir una lengua, y fue la máxima ganadora de la noche consiguiendo 5 premios de 5 nominaciones, Vídeo del año, mejor artista norte, mejor artista femenino, mejor artista pop, Artista del año. Interpretó la canción "Inevitable".

### 2003
En el 2003, la ceremonia de entrega de premios nuevamente tuvo lugar en Miami Beach, el 22 de octubre de aquel año, nuevamente en el teatro Jackie Gleason y nuevamente con Diego Luna como host del evento (esta vez sin Pergolini).
El show dio el vamos con un mensaje en español de la súper estrella Madonna. Además, la segunda versión de los premios coincidió con que el hecho de que MTV Latinoamérica cumplía 10 años y lo festejó con un gran ensamble llamado Los Black Stripes conformado principalmente por Charly Alberti en la batería (a quien no se le veía tocar en vivo en seis años, tras las disolución de Soda Stereo) y Juanes en la guitarra. El primero en acompañarlos fue el mexicano Álex Lora interpretando We are sudamerican rockers (original de Los Prisioneros), luego se integraron sus compatriotas Jonaz y Rosso de Plastilina Mosh, después le darían paso al chileno Jorge González quien luego de cantar Bolero falaz (tema de la banda Aterciopelados) gritó "¡Viva Cuba!". Acto seguido, la colombiana Andrea Echeverri entró a escena para interpretara Gimme the power de Molotov, le siguió el argentino Vicentico con el tema Livin' la vida loca de Ricky Martin, el cual finalmente se les uniría para interpretar la canción Matador, original de Los Fabulosos Cadillacs.
Café Tacvba hace su presencia nuevamente en el escenario de los premios; y siendo presentados nada menos que por Gustavo Cerati, tocaron en vivo un popurrí de Eres y Cero y uno, dos temas de su entonces flamante álbum Cuatro caminos. Un año después, la entonces rostro de Noticias MTV Ilana Sod, dijo que Café Tacvba poseía un "sexto sentido" musical, ya que en unos cuantos meses la canción Eres se convertiría en todo un éxito en varios lados.
Natalia Lafourcade, quien era una revelación de la música pop mexicana por aquel entonces, tocó en vivo junto a su banda su éxito En el 2000. Luego suben al escenario sus compatriotas de Control Machete, haciendo una colaboración del tema Bien, bien.
La inglesa Dido interpretó una versión acústica de su éxito White flag. Según cuentan, la artista se quedó encerrada en el camarín antes de su actuación y tuvo que pedir ayuda para poder salir. De no haberlo hecho a tiempo, quizás Dido jamás hubiese cantado en los premios.
Una muy peculiar y sorpresiva participación fue la del legendario exfutbolista Diego Armando Maradona quien, a través de las pantallas, apareció exornado como figura celestial y de forma virtual Diego Luna "dialogó" con él para la audiencia. En un momento el Diego argentino le dice al Diego mexicano "Si necesitás una mano, te le puedo dar yo, ¿eh?", en obvia referencia a la famosa Mano de Dios del mundial de 1986. En rigor susodichas imágenes de Maradona en las pantallas, fueron grabadas previamente en La Habana, Cuba, donde precisamente se encontraba el astro de Villa Fiorito.
La banda estadounidense The Mars Volta protagonizó quizás el momento más caótico de la edición 2003. Casi culminando su performance (interpretando el tema Drunkship Of Lanterns), el vocalista Cedric Bixler-Zavala se subió encima de los equipos de amplificación, para después arrimarse al público del teatro y subirse encima de las butacas de los espectadores que estaban sentados, tomando a todos por sorpresa. Llegó a arrebatarle a uno de los asistentes sus lentes oscuros y al final, con total desparpajo, los avienta hacia otro lado del público.
Otro momento de la noche fue cuando la argentina Luciana Salazar le mostró sus pechos a Diego Luna y a toda la audiencia, poseyendo cubrepezones con la forma del logotipo de MTV de aquella época.
El grupo chileno La Ley se presentó en los premios con la cruza entre un tema nuevo de aquel entonces, Ámate y sálvate, y un tema ya clásico de su repertorio: El duelo. Tal como en su MTV Unplugged de 2001, interpretaron este tema a dúo con la mexicana Ely Guerra.
Korn se presentó por primera vez en su carrera en una entrega de premios de la cadena MTV, interpretando su tema Right now, pese a sus negativas previas de tocar en este tipo de ceremonias. Según los músicos, la razón por la que aceptaron tocar en estos premios MTV fue para poder llegar a su audiencia latinoamericana.
Gustavo Cerati, quien venía de presentar a Café Tacvba, también tocó en estos premios; interpretando el tema Artefacto (perteneciente a entonces reciente álbum Siempre es hoy).
El cierre de los premios 2003 estuvo a cargo de dos generaciones del punk: su padrino icónico Iggy Pop junto a los canadienses Sum 41. Ambos tocaron el entonces flamante Little know it all (colaboración incluida en el disco Skull Ring de Iggy Pop, editado poco después) y el clásico de clásicos de "la iguana": Lust for life.

### 2004
La edición del 2004 efectuada el jueves 21 de octubre de ese año fue la última en realizarse en Miami Beach, conducida por la mexicana Paulina Rubio, quien durante la entrega se exhibió de espaldas vistiendo ropa interior diminuta, mostrando sus nalgas; este momento generaría luego gran controversia. La cantante expresó que hizo esto para criticar a los conservadores que se escandalizaban con su "mente abierta".
Durante el evento se esperaba otorgarle el premio MTV Legend al argentino Charly García (tal como en 2002 lo hicieron con Soda Stereo), pero debido a problemas nunca aclarados el argentino no pudo asistir, razón por la cual la cadena decidió cancelar su entrega.
Esta vez fue Bono quien grabó un mensaje que se transmitió al empezar el espectáculo, donde, contando "Uno, dos, tres... ¡catorce!" (como en su canción Vertigo). Como 2004 fue un gran año para el R&B y el hip hop, MTV decidió que la apertura de sus premios fuera un popurrí en español de algunos hits de aquella temporada. El DJ mexicano -y ex Control Machete- Toy Selecta acompañó la apertura desde su tornamesa. Primero entró en escena el cantante argentino Diego Torres haciendo una versión "tanguera" de Yeah! de Usher. Luego fue el turno del grupo La Ley que interpretó el hit Hey ya! de Outkast (la canción fue renombrada como "Ella"), para después seguirle Julieta Venegas cantando una versión "andina" de Hey mama de los Black Eyed Peas, cambiándole el título a "Hey papi". Finalmente, los Black Eyed Peas culminan la apertura interpretando el éxito Let's get it started.
The Rasmus, banda de pop rock finesa y una de las revelaciones de ese año, se presentó en los premios con su exitoso tema Guilty. Ésta fue su primera actuación en vivo desde los Estados Unidos.
La ceremonia 2004 de los premios MTV estuvo llena de actuaciones compartidas, entre las que destacan la del italiano Tiziano Ferro interpretando Tardes negras inmediatamente después del español Álex Ubago que cantó Aunque no te pueda ver. Antes de esto, hubo un error al ser presentados por las mexicanas Natalia Lafourcade y Belinda, ya que esta última dijo que venía primero el cantante italiano, y en realidad quien salió primero fue el cantautor hispano. Debido a esto, el programa de televisión tuvo que ser corregido y editado cuando se transmitió por MTV en diferido.
Julieta Venegas se presenta por segunda vez en esta entrega de premios, ahora para tocar una experimental versión de su hit Lento, acompañada por los raperos de Cartel de Santa.
Los mexicanos Molotov se presentan de nueva cuenta en los MTV, interpretando los temas "Amateur" (sencillo de su álbum de covers Con todo respeto) y su clásico de clásicos Gimme tha power. Precisamente para esta última canción, la banda exhortó a los latinoamericanos residentes en Estados Unidos a votar en contra de George W. Bush en las elecciones que se avecinaban.
En esta edición se estrenó la categoría de Mejor Artista Hip Hop o R&B Internacional, estatuilla que cayó en manos del cuarteto revelación de ese año: Black Eyed Peas. Cuando fueron a recibir su lengua, y tal como Molotov, aprovecharon la coyuntura electoral estadounidense y llamaron a participar a la gente de los comicios. Incluso  will.i.am exclamó "¡Voten por Kerry!", en referencia al demócrata John Kerry.
La gran vencedora de la noche fue Julieta Venegas, quien se quedó con cuatro de las cinco estatuillas a las que estaba nominada (incluida Artista del año). Seguida por Café Tacvba y los angelinos Maroon 5, con dos lenguas cada uno. La banda azteca se quedó con la estatuilla de Video del año, por el hit Eres.
El cierre de la ceremonia corrió por cuenta de una leyenda del hip-hop: Beastie Boys, los cuales interpretaron el hit "Ch-check it out" y el clásico de los noventa "Sabotage".

### 2005
La entrega del 2005 estaba planeada para realizarse por primera vez en territorio hispanoamericano, en el Teatro Gran Tlachco de Xcaret, cerca de Playa del Carmen en Quintana Roo (México) el jueves 20 de octubre. Dicho evento estaba patrocinado en parte por la Secretaría de Turismo de México. Para la promoción del show, MTV creó una campaña publicitaria en donde se destacaba como tema la civilización maya, la cual habitó en la región de Yucatán, justo donde se entregarían los premios. Fue también el investigador mexicano Jaime Maussan quien participó en algunos segmentos anunciando una supuesta "profecía maya".
Se había anunciado la participación de bandas como Foo Fighters, Simple Plan, Good Charlotte, My Chemical Romance, Babasónicos, Reik y Miranda!. El 16 de octubre se recibió la primera noticia acerca del Huracán Wilma, el cual se encontraba cerca de territorio mexicano, sin embargo los planes del evento siguieron en marcha. Para el 19 de octubre, el estado de Quintana Roo fue declarado en alerta roja por el Centro Nacional de Huracanes de México. Ante tal situación, la producción planeó adelantar la ceremonia un día, quedando como fecha el día 19 de octubre, pero ante la devastadora situación se decidió, primeramente, posponerlos para llevarlos a cabo en noviembre o diciembre de ese año. Sin embargo, los ajustes de producción no pudieron llevarse a cabo por lo que se tuvo que cancelar la entrega definitivamente.
De cualquier manera, MTV creó posteriormente una programación especial que incluyó tres programas: "El show que Wilma voló", "Por fin, los Premios 2005" y "Lenguas en vivo, ganadores en concierto", que se transmitieron el jueves 22 de diciembre de 2005 como compensación por el show cancelado, quedándose como sede Playa del Carmen, Molotov como los anfitriones y manteniendo las presentaciones originales. En el especial "El show que Wilma voló" se explicó en forma de "diary" cómo se vivió el día a día de la producción y la llegada de la noticia de cancelación a los artistas. Durante el programa "Por fin, los Premios 2005" los ganadores recibieron el premio después de una broma (al estilo del programa "Punk'd") de la mano de Cecilia (vj argentina) o Gabo (vj mexicano); éstos tuvieron que viajar alrededor del continente para entregar los premios en donde estuvieran en ese momento los ganadores; al terminar se incluyeron presentaciones de Panda y Reik grabadas en los estudios de MTV México y también de Juanes y Miranda! grabadas en los estudios de MTV Argentina.
El 2005 fue un año histórico para Shakira, consigue 5 nominaciones y una doble, convirtiéndose en la más nominada, Artista del Año, Mejor Artista Centro, Mejor Artista Femenino, Mejor Artista Pop y Vídeo del Año en una batalla entre La Tortura y No, Ganó sus 5 nominaciones, lo que la hizo la artista con más premios de MTV (10 lenguas, 5 en el 2002 y 5 en el 2005)

### 2006
En 2006 la entrega se realizó el jueves 19 de octubre en el Palacio de los Deportes de la Ciudad de México, siendo oficialmente la primera vez que dicha ceremonia se lleva a cabo en Hispanoamérica. El evento fue auspiciado por el gobierno del Distrito Federal. La ceremonia fue conducida por los mexicanos Molotov y Ana de la Reguera. Dicha edición contó con cantantes y celebridades como Nelly Furtado, Calle 13, Julieta Venegas, Evanescence, Robbie Williams, entre otros. El canal MTV TR3S, entregó una lengua aparte para Don Omar, elegido exclusivamente por su público. Los derechos de transmisión de la ceremonia fueron vendidos también a Televisa quien transmitió los premios en televisión abierta a todo México por Canal 5 (de México), siendo la primera vez que una ceremonia de MTV se transmite por otro canal que no pertenezca a dicha cadena.
La campaña publicitaria del evento giró en torno a un negocio informal, en donde una señora ofrecía el logotipo de los premios y las estatuillas con forma de lengua de manera "pirateada". Dicha mujer se aprovechaba de un muchacho de aspecto despistado quien creía que dichos artículos eran originales y pagaba grandes cantidades de dinero imaginándose que con ellos sería más popular. La publicidad estuvo inspirada en el mercado de Tepito, ubicado en la Ciudad de México, y en el cual abunda el comercio informal.
La transmisión inició cuando apareció en el escenario Shakira interpretando el tema No. Le siguió un mariachi, que con su trompeta tocó unos acordes de dicha canción y dio paso a Julieta Venegas acompañada por Kinky en una versión moviada de Me voy; en ese momento Kinky interpretaría un fragmento de su tema ¿A dónde van los muertos?, para seguir con una canción de Julieta: Eres para mí. Tras una tornamesa apareció el cantante Daddy Yankee quien, junto a Kinky y Julieta culminaron su presentación.
También se presentó Maná con su tema Labios compartidos, luego de recibir el premio "Leyenda de MTV".
Nuevamente, hubo variadas presentaciones compartidas, entre las que destacan la del grupo argentino Miranda! (con la canción Don) seguido por la banda mexicana Panda con el tema Narcisista por excelencia. Nelly Furtado con Calle 13 interpretando los temas de Maneater, Atrévete-te-te y No hay igual.
Robbie Williams estuvo casi 10 minutos interpretando 2 temas de su repertorio: "Rudebox" y "Rock Dj". Su participación estuvo cargada de polémica porque durante la transmisión se bajó los pantalones, dejando al desnudo su parte trasera, para luego besar apasionadamente a 2 fanáticas entre el público.
La actuación final estuvo a cargo del grupo Allison que interpretó la canción Frágil, para que luego se les uniera la mexicana Belinda con quien tocaron su sencillo “Ni Freud ni tu mamá” culminando con el éxito de Shakira Hips don't lie, tema que fue la Canción del Año 2006, logrando para Shakira 11 lenguas hasta la fecha, con el cual se cerró la ceremonia.

### 2007
El 26 de julio de 2007 se anunció oficialmente la sede de la ceremonia de ese año, la cual se realizó por segunda vez consecutiva en la Ciudad de México el 19 de octubre. Para ello, el gobierno de la Ciudad de México aportó 10 millones de pesos para la organización del evento, así mismo instaló 16 pantallas gigantes en cada una de las delegaciones de la ciudad.
La publicidad giró en torno a los supuestos trabajadores de MTV, los cuales parodiaban a los verdaderos. Estos se encontraban en la oficina de MTV organizando la ceremonia de forma muy a la ligera y haciendo cosas a modo de sketch. La canción utilizada en los comerciales del evento fue "Yofo" de la banda Molotov.
Las presentaciones en vivo durante la ceremonia fueron de The Cure, Hilary Duff, Plastilina Mosh, 30 Seconds to Mars, Babasónicos, Kudai, Daddy Yankee, Juanes, División Minúscula, Belinda, Molotov, Ely Guerra y Miranda!. Las presentaciones de premios estuvieron a cargo de Julieta Venegas, RBD, Dalma Maradonna, Luisana Lopilato, Valerie Domínguez, Panda y Paulina Rubio. Por su parte, la conducción fue retomada por el actor mexicano Diego Luna.
Se hizo una pequeña presentación de Gerard Way, vocalista y líder de la banda My Chemical Romance, porque según se dice que iban a presentarse, pero no se pudo debido a que hubo una emergencia en Estados Unidos.
Casi al final de la presentación de la banda norteamericana 30 Seconds To Mars se le unió la cantante mexicana Ely Guerra intrerpretando los últimos versos de la canción From Yesterday, para concluir con un final algo controversial, pues al terminar la canción el vocalista, Jared Leto, se besó apasionadamente con Ely a medida que las cámaras se alejaban para ir a comerciales; dejando a la audiencia un poco desconcertada.
Desde principios de septiembre se había confirmado la actuación de Café Tacvba, sin embargo, su invitación fue cancelada el 17 de octubre, un día antes de la premiación, debido a que la banda se presentaría en otra ceremonia de premios en fechas cercanas, violando con ello las políticas de MTV.
Beto Cuevas también estuvo como presentador, y fue el encargado de entregar el premio MTV Influencia a los británicos de The Cure

### 2008
El 23 de junio de 2008 se dio a conocer oficialmente que la sede para la ceremonia de ese año de los Premios MTV sería la ciudad mexicana de Guadalajara, Jalisco. La ceremonia se llevó a cabo en el Auditorio Telmex el 16 de octubre de 2008. Guadalajara había anunciado su candidatura desde 2007, con la cual compitió con otras ciudades mexicanas e hispanoamericanas que apostaban por este evento. El gobernador de Jalisco, Emilio González Márquez, entregó 2 millones de dólares para la realización del espectáculo a través del Departamento de Turismo.
La ceremonia de 2008 incluyó también festejos relativos al aniversario número 15 de MTV Latinoamérica. Pierluigi Gazzolo, presidente de MTV Networks Latinoamérica, indicó que México fue el primer país en transmitir la señal de MTV desde su inicio, por lo que le agradaba la idea de celebrar sus 15 años ahí.
Flavor Flav, Gene Simmons, 30 Seconds to Mars, Babasónicos, los ex VJs de MTV: Ruth, Alfredo, Alex y Gustavo, y Andrés López, además de Ana Claudia Talancón y los integrantes del show de MTV The Dudesons, estuvieron como presentadores. Los artistas que se presentaron durante el show fueron:
Tokio Hotel, Metallica, Katy Perry, Paramore, Belanova, Julieta Venegas, Moderatto, Juanes, Ximena Sariñana, Calle 13, Zoé, Kudai, Nortec Collective y Café Tacvba. En la alfombra roja se presentó en vivo Emmanuel Horvilleur. Los Fabulosos Cadillacs tocaron desde Buenos Aires y recibieron el Premio Leyenda.
Uno de los momentos más memorables de la transmisión en vivo de la ceremonia fue la caída inesperada de la cantante Katy Perry, al resbalarse sobre la crema que tenía el enorme pastel de utilería, el cual era parte de su interpretación.
Los más galardonados de la noche fueron los alemanes Tokio Hotel y el colombiano Juanes, con 4 estatuillas cada uno.

### 2009
El 23 de junio de 2009 se dio a conocer oficialmente que las ciudades de Bogotá y Los Ángeles, California, eran las primeras sedes elegidas para los Premios MTV 2009, que ese año estrenarían un formato de múltiples ciudades antes de la ceremonia principal, la cual se realizaría el 15 de octubre en el Gibson Amphitheatre de Los Ángeles.
 Luego se confirmó Ciudad de México y Buenos Aires, esta premiación fue conducida por los cantantes Rene Pérez de la agrupación Calle 13 y Nelly Furtado. Esta ceremonia de premiación fue la última en transmitirse en MTV de Latinoamérica.

### 2010 en adelante
Eduardo Lebrija, nuevo director general de la compañía MTV Network México, en una entrevista con el diario El Universal el miércoles 26 de mayo de 2010 mencionó:

«Este año tomamos la decisión de no hacer los premios MTV. Finalmente no es que se cancelen los premios, sino para cambiar estrategias acordes con los nuevos tiempos. Era muy importante traer a México una franquicia mundial como lo es World Stage, que se encarga de hacer conciertos con artistas triple A alrededor del mundo. En París, Tokio, Roma; se ha hecho en muchos lados y ahora por primera vez en Latinoamérica. Lo mejor es que México será la sede como parte de los festejos del Bicentenario de la Independencia Mexicana y ligado con el Centenario de la Revolución Mexicana. Esto se realizará en el Auditorio Nacional y se transmitirá a todo el mundo».

En 2013, el canal de televisión realizó una nueva ceremonia de entregas de premios llamada MTV Millennial Awards, que inicialmente fue un evento por internet, pero a partir de 2016, la ceremonia terminó siendo la premiación base de MTV Latinoamérica por su alto presupuesto y alcance, desde entonces no se volvió a saber si alguna vez volverán Los Premios MTV en Latinoamérica, pues MTV MIAW ha igualado el número de ceremonias anuales, por ende, la cadena no planea volver a la antigua ceremonia de premiación.

## Premios por países
| País                 | 2002 | 2003 | 2004 | 2005 | 2006 | 2007 | 2008 | 2009 | Total |
| -------------------- | ---- | ---- | ---- | ---- | ---- | ---- | ---- | ---- | ----- |
| México               | 1    | 7    | 6    | 4    | 9    | 10   | 4    | 10   | 51    |
| Colombia             | 6    | 2    | -    | 8    | 3    | 1    | 4    | 2    | 26    |
| Argentina            | 3    | 2    | 3    | 3    | 3    | 4    | 4    | 3    | 25    |
| Estados Unidos       | 2    | 1    | 3    | 4    | 1    | 3    | 3    | 8    | 25    |
| Chile                | 3    | 1    | 1    | -    | 1    | 3    | 2    | 1    | 12    |
| Puerto Rico          | -    | -    | -    | -    | 3    | 2    | -    | 4    | 9     |
|                      |      |      |      |      |      |      |      |      |       |
| Perú                 | 1    | 2    | 2    | -    | -    | -    | -    | 1    | 6     |
| Canadá               | 1    | 1    | 1    | -    | -    | 2    | -    | -    | 5     |
| Reino Unido          | -    | 1    | -    | -    | 2    | 1    | -    | -    | 4     |
| España               | -    | -    | 2    | -    | -    | 1    | -    | -    | 3     |
| Alemania             | -    | -    | -    | -    | -    | -    | 3    | -    | 3     |
|                      |      |      |      |      |      |      |      |      |       |
| República Dominicana | -    | -    | -    | -    | -    | 1    | -    | 1    | 2     |
| Venezuela            | -    | -    | -    | -    | -    | -    | 1    | 1    | 2     |
| Francia              | 1    | -    | -    | -    | -    | -    | -    | -    | 1     |
| Bolivia              | -    | -    | -    | -    | -    | 1    | -    | -    | 1     |
| Barbados             | -    | -    | -    | -    | -    | -    | 1    | -    | 1     |
| Italia               | -    | -    | -    | -    | -    | -    | -    | 1    | 1     |
| Total                | 18   | 17   | 18   | 20   | 22   | 29   | 22   | 29   | -     |

## Récords
- País con más premios:  México (51 lenguas)
- Artista con más premios: Shakira  (12 lenguas)
- País con más premios ganados en una noche:  México:  2007 y 2009 (10 lenguas).
- Artista con más premios ganados en una noche: Shakira   : 2002 y 2005  (5 lenguas).
- Artista más joven nominado/a en una noche: Belinda   : 2004  (15 años de edad).

## Categorías
- Mejor Artista Masculino (2002, 2005).
- Mejor Artista Femenino (2002, 2005).
- Mejor Solista o Intérprete (2003-2004, 2006-2009).
- Mejor Grupo o Dúo (2002-2009).
- Mejor Artista Pop (2002-2009).
- Mejor Artista Rock (2002-2009).
- Mejor Artista Alternativo (2002-2009).
- Mejor Artista Urbano (2007-2009).
- Mejor Artista Independiente (2003-2007).
- Mejor Artista Pop - Internacional (2002-2009).
- Mejor Artista Rock - Internacional (2002-2009).
- Mejor Artista Hip-Hop/R&B - Internacional (2004-2005).
- Mejor Artista Nuevo - Internacional (2002-2009).
- Mejor Artista Norte (2002-2009).
- Mejor Artista Nuevo - Norte (2002-2009).
- Mejor Artista Centro (2003-2009).
- Mejor Artista Nuevo - Centro (2003-2009).
- Mejor Artista Suroeste (2002).
- Mejor Artista Nuevo - Suroeste (2002).
- Mejor Artista Sur (2002-2009).
- Mejor Artista Nuevo - Sur (2002-2009).
- Artista Revelación (2006-2009).
- Artista Promesa (2006-2008).
- Premio La Zona (2009).
- Canción del Año (2006-2009).
- Video del Año (2002-2009).
- Artista del Año (2002-2009).
- Agente de Cambio (2007-2009).
- Artista Influencia (2007).
- MTV Leyenda (2002,2006,2008-2009).
- Mejor Fan Club (2008-2009).
- Mejor Gira Reencuentro (2008).
- Mejor Música de un Videojuego (2008-2009).
- Mejor Ringtone (2008-2009).
- Mejor Película Musical (2008).
- Mejor Película (2009).
- Premio Fashionista Masculino (2007-2009).
- Premio Fashionista Femenino (2007-2009).

## Regiones de MTV Latinoamérica
Como los MTV Europe Music Awards y los MTV Asia Awards, los Premios MTV Latinoamérica, también responden a categorías regionales. Estas regiones, de cualquier modo, han estado bajo constantes cambios. A continuación se presenta como ha sido percibida cada región en cada entrega:
2002:
- Norte: México, Colombia, Venezuela, Centroamérica y el Caribe.
- Suroeste: Chile, Bolivia, Ecuador y Perú.
- Sureste: Argentina, Paraguay y Uruguay.

2003-2009:
- Norte: México.
- Centro: Colombia, Bolivia, Chile, Ecuador, Perú, Venezuela, Centroamérica y el Caribe.
- Sur: Argentina, Paraguay y Uruguay.